# New York Film Critics Circle Awards 1948
La 14ª edizione della cerimonia dei New York Film Critics Circle Awards, annunciata il 28 dicembre 1948, si è tenuta il 21 gennaio 1949 ed ha premiato i migliori film usciti nel corso del 1948.

## Vincitori

### Miglior film
- Il tesoro della Sierra Madre (The Treasure of the Sierra Madre), regia di John Huston

### Miglior regista
- John Huston - Il tesoro della Sierra Madre (The Treasure of the Sierra Madre)

### Miglior attore protagonista
- Laurence Olivier - Amleto (Hamlet)

### Miglior attrice protagonista
- Olivia de Havilland - La fossa dei serpenti (The Snake Pit)

### Miglior film in lingua straniera
- Paisà, regia di Roberto Rossellini • Italia